# Potiaxixa intermedia
Potiaxixa intermedia är en skalbaggsart som först beskrevs av Martins 1979.  Potiaxixa intermedia ingår i släktet Potiaxixa och familjen långhorningar. Inga underarter finns listade i Catalogue of Life.